# Wolfgang Kunze
Wolfgang Kunze (* 7. August 1926 in Dresden; † 17. Januar 2016) war ein deutscher Brauwissenschaftler.

## Leben
Kunzes Vater Max Hermann Kunze (* 3. Juli 1878) stammte aus einer bürgerlichen Familie mit bäuerlicher Vergangenheit und übernahm die Direktion für die Reichsbanknebenstelle in Pirna. Sein Großvater hatte es bis zum Oberaufseher im königlich Grünen Gewölbe geschafft und war dadurch königlicher Hofbeamter geworden. 
Mutter Else (* 22. März 1881) stammte als viertes von sechs Kindern von einem Bauernhof in Fördergersdorf bei Tharandt, dank einer großzügigen Tante, die mit den Kunzes weitläufig verwandt war, wuchs sie in Dresden auf und erhielt eine gute schulische Ausbildung. 
Die Eltern heirateten am 12. September 1922 in Pirna. Sie kauften 1932 ein Grundstück als Alterswohnsitz in Radebeul, wo die Familie ab 1937 lebte.
Während des Zweiten Weltkriegs war Kunze zuerst in der Marine-HJ aktiv, absolvierte im Frühjahr 1943 einen Segellehrgang in Prien am Chiemsee und meldete sich dann freiwillig als Seeoffiziersbewerber bei der Kriegsmarine. Im Februar 1945 wurde Kunze nach Stralsund beordert, um kurz darauf zu einem Lehrgang an die Sperrwaffenschule nach Sonderborg in Dänemark kommandiert zu werden. Der Lehrgang wurde jedoch abgebrochen, um die Kursanten zum Fronteinsatz an Land zu schicken. Bei Kriegsende wurde Kunze an der Fähre von Korsör entwaffnet und geriet in ein britisches Kriegsgefangenenlager, aus dem er zum 1. Juli 1945 entlassen wurde. Bei einem Sonderlehrgang für Heimkehrer holte er das Abitur nach. 1946 wurde Kunze gemeinsam mit seiner Freundin Mitglied der Liberaldemokratischen Partei (LDP), die bis 1989 den Bürgermeister in Radebeul stellte. 
Kunze erlernte von 1947 bis 1949 den Handwerksberuf Brauer und Mälzer in der Waldschlößchen-Brauerei in Dresden; danach begann er an der VLB Berlin bei Paul Kolbach ein Studium der Brauereitechnologie, das er 1952 als Diplom-Brauerei-Ingenieur erfolgreich beendete. Anschließend war er 38 Jahre lang in Dresden Lehrer und Leiter an der „Außenstelle Brau und Malz“ der Kommunalen Berufsschule. Zusätzlich übernahm er auch den Unterricht für Brauereitechnologie an der Ingenieurschule für die Lebensmittelindustrie in Dippoldiswalde und an der Technischen Universität Dresden.
1959 gab es eine Anfrage des Verlag Volk und Wissen, ein offizielles Lehrbuch für die Ausbildung von Brauern in der DDR zu entwickeln. Daraus ging 1961 sein Werk „Technologie Brauer und Mälzer“ hervor, das in der DDR sechs Auflagen erlebte, gleichzeitig aber auch bei den Brauer-Auszubildenden in Westdeutschland sehr beliebt wurde. 
1990 wurde Kunze als Leiter der Dresdner Brauerschule abgelöst. Ab 1991 wurde er die „VLB-Außenstelle Dresden“. Gleichzeitig übernahm die VLB die Verlagsrechte des Lehrbuches „Technologie Brauer und Mälzer“, später folgten internationale Ausgaben in Englisch (1996), Chinesisch (1998), Polnisch (1999), Russisch (2001) und Spanisch (2006). Insgesamt ist sein Werk mit mehr als 60.000 gedruckten Exemplaren in 7 Sprachen eines der erfolgreichsten Brauerei-Fachbücher weltweit.

## Ehrungen
- Ehrenmitglied der VLB Berlin (2001)
- Ehrenmitglied des Deutschen Braumeister- und Malzmeister-Bundes (2001)
- Ehrenmitglied des Sächsischen Brauerbundes (2006)
- Träger des Bayerischen Bierordens (2008)
- Träger der goldenen Ehrennadel der VLB Berlin (2015)
- Gedenktafel im Schulzentrum für Agrarwirtschaft und Ernährung in Dresden[2]

## Schriften (Auswahl)
- Technologie für Brauer und Mälzer. VEB Fachbuchverlag: Leipzig 1962
- Qualifizierungsmaterial für Flaschenkellerarbeiter. VEB Fachbuchverlag: Leipzig 1967
- Entwicklung der Brauwirtschaft in den neuen Bundesländern und Berlin. Westkreuz-Verlag: Berlin/Bonn 1996
- Entwicklung der Brauwirtschaft in den neuen Bundesländern und Berlin 1989 bis 1998. Westkreuz-Verlag: Berlin/Bonn 1999
- Entwicklung der Brauwirtschaft in den neuen Bundesländern und Berlin 1999 bis 2000. Westkreuz-Verlag: Berlin/Bonn 2001